# Rundu
Rundu ist die zweitgrößte Stadt Namibias und Hauptstadt sowie wirtschaftliches Zentrum der Region Kavango-Ost. Die Bevölkerung der Stadt ist in den letzten Jahrzehnten stetig gewachsen, von knapp 30.000 im Jahr 1991 auf über 63.000 im Jahre 2011 und knapp 119.000 im Jahr 2023.

## Geographie
Die Stadt liegt auf 1095 m über dem Meeresspiegel auf einer landschaftlich reizvollen Anhöhe des Südufers des Okavango in den ansonsten flachen Ausläufern des nördlichen Kalahari-Beckens. Der Okavango ist Grenzfluss zur nördlich gelegenen Republik Angola und Lebensader für das von Fischfang und Landwirtschaft lebende Volk der Kavango. Über den Fluss besteht ein Grenzübergang und Fährverbindung in den auf angolanischer Seite gelegenen Ort Calai.

### Klima
So wie weite Teile Nordnamibias hat Rundu ein tropisches Wechselklima und liegt in der Übergangszone zwischen der Dornstrauchsavanne und der Trockensavanne. Am Ufer des Okavango kann es vor allem während der Sommermonate Oktober bis April sehr schwül werden.
|                       | Jan   | Feb   | Mär  | Apr  | Mai  | Jun  | Jul  | Aug  | Sep  | Okt  | Nov  | Dez  |   |       |
| Mittl. Tagesmax. (°C) | 31,1  | 30,9  | 31,4 | 30,7 | 28,9 | 26,5 | 26,1 | 29,5 | 33,1 | 34,6 | 33,9 | 32,6 | ⌀ | 30,8  |
| Mittl. Tagesmin. (°C) | 19,3  | 19,1  | 18,4 | 15,1 | 10,8 | 7,1  | 7,4  | 10,4 | 15,3 | 19,3 | 19,7 | 20,0 | ⌀ | 15,1  |
|                       |       |       |      |      |      |      |      |      |      |      |      |      |   |       |
| Niederschlag (mm)     | 152,3 | 138,1 | 84,6 | 28,6 | 2,2  | 0,1  | 0    | 0,2  | 3,1  | 21,1 | 53,4 | 80,8 | Σ | 564,5 |
|                       |       |       |      |      |      |      |      |      |      |      |      |      |   |       |
| Luftfeuchtigkeit (%)  | 68    | 72    | 69   | 62   | 53   | 50   | 46   | 39   | 33   | 38   | 53   | 61   | ⌀ | 53,6  |

| 19,3 |

| 19,1 |

| 18,4 |

| 15,1 |

| 10,8 |

| 7,1 |

| 7,4 |

| 10,4 |

| 15,3 |

| 19,3 |

| 19,7 |

| 20,0 |

| 19,3 |

| 19,1 |

| 18,4 |

| 15,1 |

| 10,8 |

| 7,1 |

| 7,4 |

| 10,4 |

| 15,3 |

| 19,3 |

| 19,7 |

| 20,0 |

## Geschichte

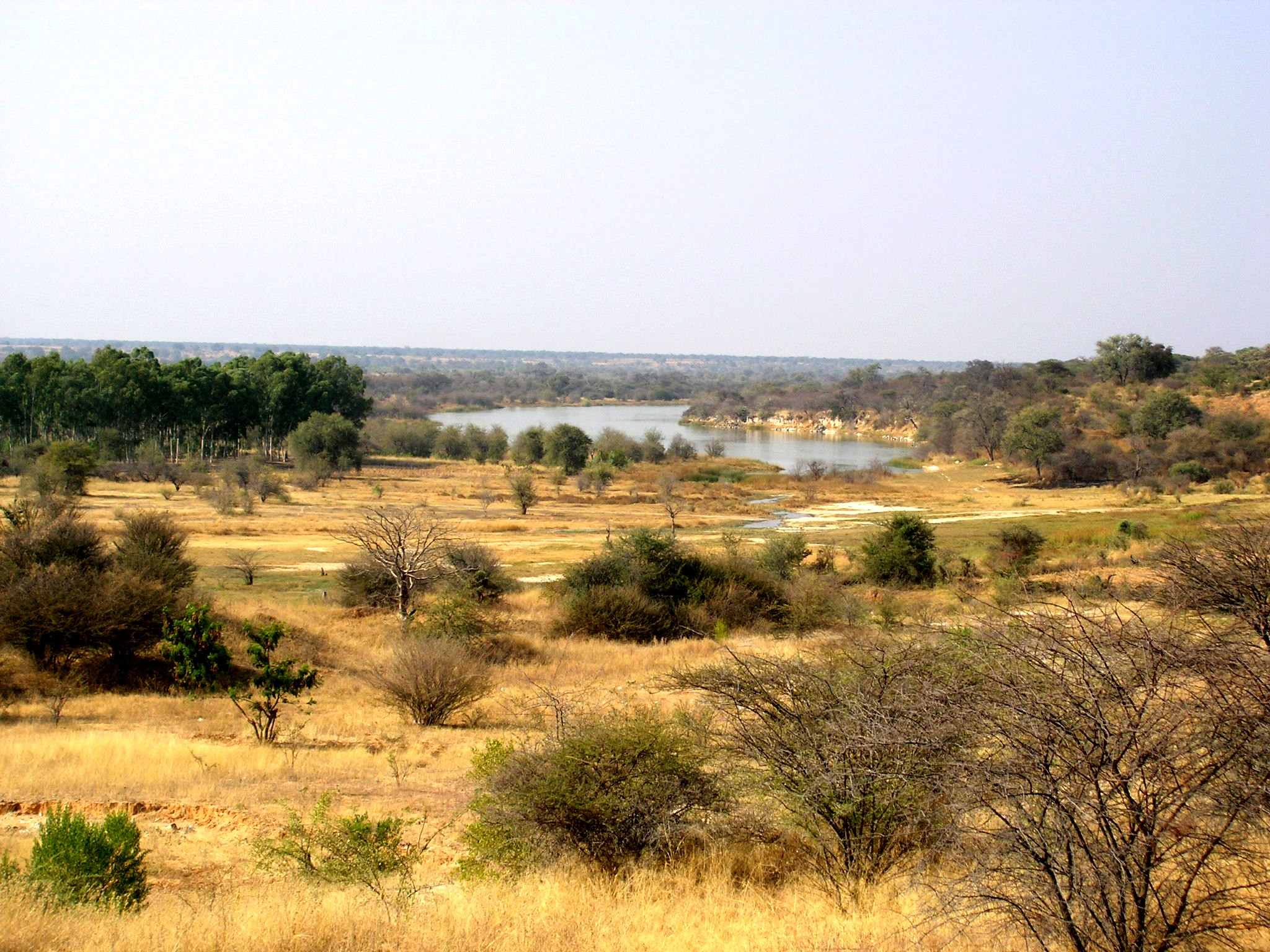
Der Okavango bei Rundu

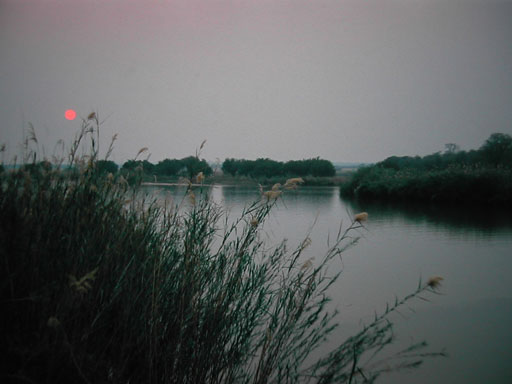
Der Okavango bei Rundu (bei nebeligem Sonnenuntergang)

Das Gebiet nördlich des Okavango wurde im 18. und 19. Jahrhundert von den Portugiesen kolonialisiert, die um 1900 durch den Bau von Forts entlang des Flusses viele der ursprünglich auf angolanischer Seite des Flusses siedelnden Kavango auf die Südseite drängten. Diese wurde 1885 Teil des Schutzgebietes Deutsch-Südwestafrika, worauf jedoch erst im Juni 1903 eine Expedition unter Leitung von Richard D. Volkmann in den Kavango unternommen wurde. Aufgrund der geographischen Abgeschiedenheit des Gebietes kam es lediglich zur Gründung von vereinzelten Missionen in Nyangana (1910) und Andara (1914).
Rundu wurde 1936 von der südwestafrikanischen Regierung auf einer Anhöhe des Okavango-Ufers als Verwaltungssitz des Kavango gegründet. Die bisherige Hauptstadt Nkurenkuru, noch heute Residenz der Uukwangali-Könige, liegt 140 Kilometer weiter westlich und galt als verkehrstechnisch zu schlecht erreichtbar.
Bis in die 1940er Jahre wurde Rundu auch Runtu genannt.
Ende der 1960er Jahre erlitt Rundu infolge der Apartheidspolitik eine Rassentrennung der Stadtteile. In den Jahren 1969 bis 1975 musste der Stadtteil Tutungeni von der schwarzen Bevölkerung geräumt werden, die in den Stadtteil Nkarapamwe umgesiedelt wurde. Seit 1970 war Rundu Hauptstadt und Regierungssitz des Homeland Kavangoland, welches am 4. Mai 1973 einen Autonomiestatus mit Selbstverwaltung innerhalb Namibias erhielt, mit den offiziellen Sprachen Englisch, Afrikaans und RuKwangali. 1970 wurde ein Kavango Legislative Council (deutsch etwa: gesetzgebender Kavango-Rat) geschaffen, bestehend aus gewählten Mitgliedern sowie designierten Mitgliedern der fünf Königreiche des Kavango (Gciriku, Kwangali, Mbukushu, Mbunza und Shambyu).
Während des von Angola unterstützten namibischen Unabhängigkeitskrieges (1966 bis 1988), und zeitgleich während des Bürgerkriegs in Angola, war die Stadt Stationierungsort der südafrikanischen Armee und wurde regelmäßig von militärischen Razzien, gegen aus Angola untergekommene Verwandte nördlich des Okavango, heimgesucht. Ende der 80er wurden in Rundu Blauhelm-Soldaten der Vereinten Nationen (UNTAG) stationiert, die auch die Wahlen zur Verfassungsgebenden Versammlung Namibias 1989/90 begleiteten:
Hauptkontingent Fin Bat, italienische Hubschrauberpiloten, spanische Casa Piloten, schweizerisches medizinisches Personal Swiss Medic Unit sowie österreichische, deutsche, pakistanische, jamaikanische und australische Polizisten.
Seit der Unabhängigkeit Namibias 1990 hat sich durch Landflucht und politische Flüchtlinge aus Angola die Einwohnerzahl von Rundu mehr als verdreifacht. 1991 wurden knapp 30.000 Einwohner gezählt, 1999 bereits knapp 44.000. 2011 war die Bevölkerung bereits auf über 63.000 angewachsen. 2018 wurde sie auf ca. 90.000 geschätzt.
Das schnelle Bevölkerungswachstum drückt sich insbesondere in den neu entstandenen informellen Siedlungen an den westlichen und östlichen Stadträndern aus. Stadt und Staat investieren jedoch mit der Unterstützung internationaler Hilfsorganisationen in die öffentliche Infrastruktur. Dazu gehören neben neuen öffentlichen Einrichtungen wie Schulen und Krankenhäusern auch die technische Infrastruktur für zentrale Müllentsorgung, Kommunikation (bereits seit 1980) sowie Trink- und Abwasser (bereits seit 1969).
1994 wurde die 1968 gegründete römisch-katholische Mission Rundu zum Apostolischen Vikariat Rundu erhoben, mit Pfarrgemeinden in ganz Kavango. Hauptkirche ist seither die St.-Marien-Kathedrale.
Rundu zählt immer noch zu den ärmsten Städten Namibias. Seit Vollendung des Trans-Caprivi-Highways (Trans-Caprivi-Fernstraße) bis nach Sambia erfährt die Stadt jedoch einen wirtschaftlichen Aufschwung und eine noch größere Zuwanderung.

## Politik und Verwaltung
Rundu ist Verwaltungs- und Regionalratssitz von Kavango-Ost und beheimatet mehreren Niederlassungen von Ministerien und staatlichen Einrichtungen der Zentralregierung. Der Stadtrat von Rundu (Rundu Town Council) besteht aus dem Bürgermeister von Rundu und den Ratsmitgliedern (Councillors), zuständig für die Bereiche Bürgermeisteramt, Finanzen und Informationstechnologie, Stadtangelegenheiten, Öffentlichkeitsarbeit sowie Infrastruktur und Stadtplanung. Die Republik Angola unterhält ein Konsulat in Rundu.

### Stadtgliederung

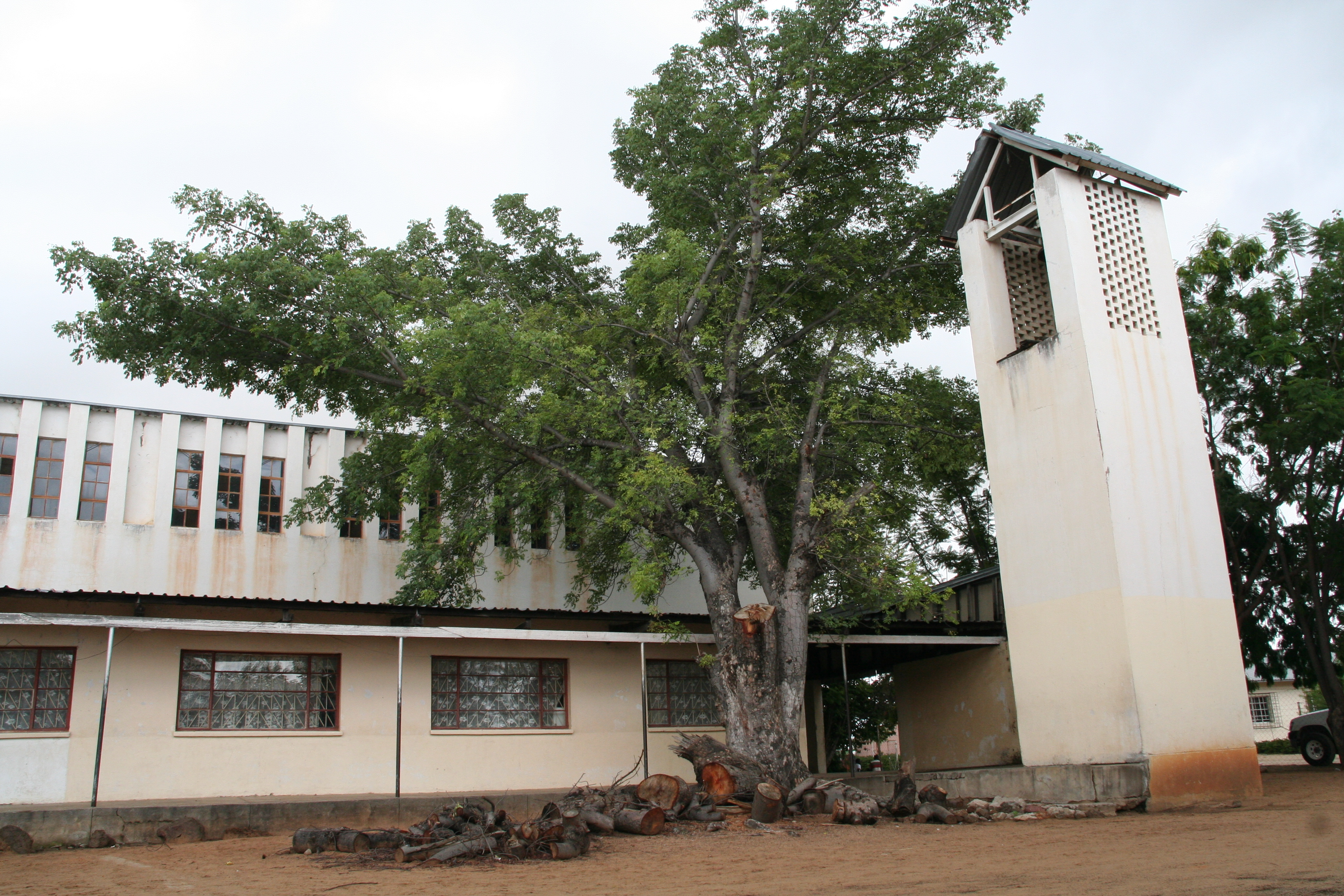
Nkarapamwe Kirche der ELCIN

Die Stadt gliedert sich in zehn Stadtteile. Sauyemwa bildet im Westen die Grenze der Stadt, östlich schließt sich das Wohngebiet Queens Park mit gehobener Wohnqualität an. Südlich von Queens Park und Tutungeni an der Independence Road liegt Industrial, ein zentrales Gewerbegebiet. Zwischen Eugen Kakukuru St, Markus Siwarongo St und Independence Road befinden sich die zentralen Wohngebiete Nkarapamwe, Safari und Donkerhoek. Nkarapamwe beheimatet die stark frequentierte Kirche der ELCIN und die Kirche St. Mary der römisch-katholischen Kirche. Nördlich und westlich Nkarapamwes erstrecken sich die Haupteinkaufsstraßen mit zunehmend verdichtetem Innenstadtcharakter. Kehemu ist der östlichste Stadtteil, an den nur noch die UNAM und das Rundu Vocational Training Center anschließen. Im Süden erstrecken sich entlang der Nationalstraße B8 Millennium Park und Ndama.

### Kommunalverwaltung
Bei den Kommunalwahlen 2020 wurde folgendes amtliche Endergebnis ermittelt:
| Partei                                      | Stimmen | Stimmenanteil | Sitze |
| ------------------------------------------- | ------- | ------------- | ----- |
| SWAPO Party of Namibia (SWAPO)              | 35480   | 61,57 %0      | 4     |
| Rundu Concerned Citizens Association (RCCA) | 863     | 14,97 %0      | 1     |
| Rundu Urban Community Association (RUCA)    | 386     | 6,70 %        | 1     |
| Independent Patriots for Change (IPC)       | 321     | 5,57 %        | 1     |
| All People’s Party (Namibia) (APP)          | 316     | 5,48 %        | 0     |
| Andere                                      | 329     | 5,71 %        | 0     |
| Insgesamt                                   | 5763    | 100 %         | 7     |

## Wirtschaft und Verkehr

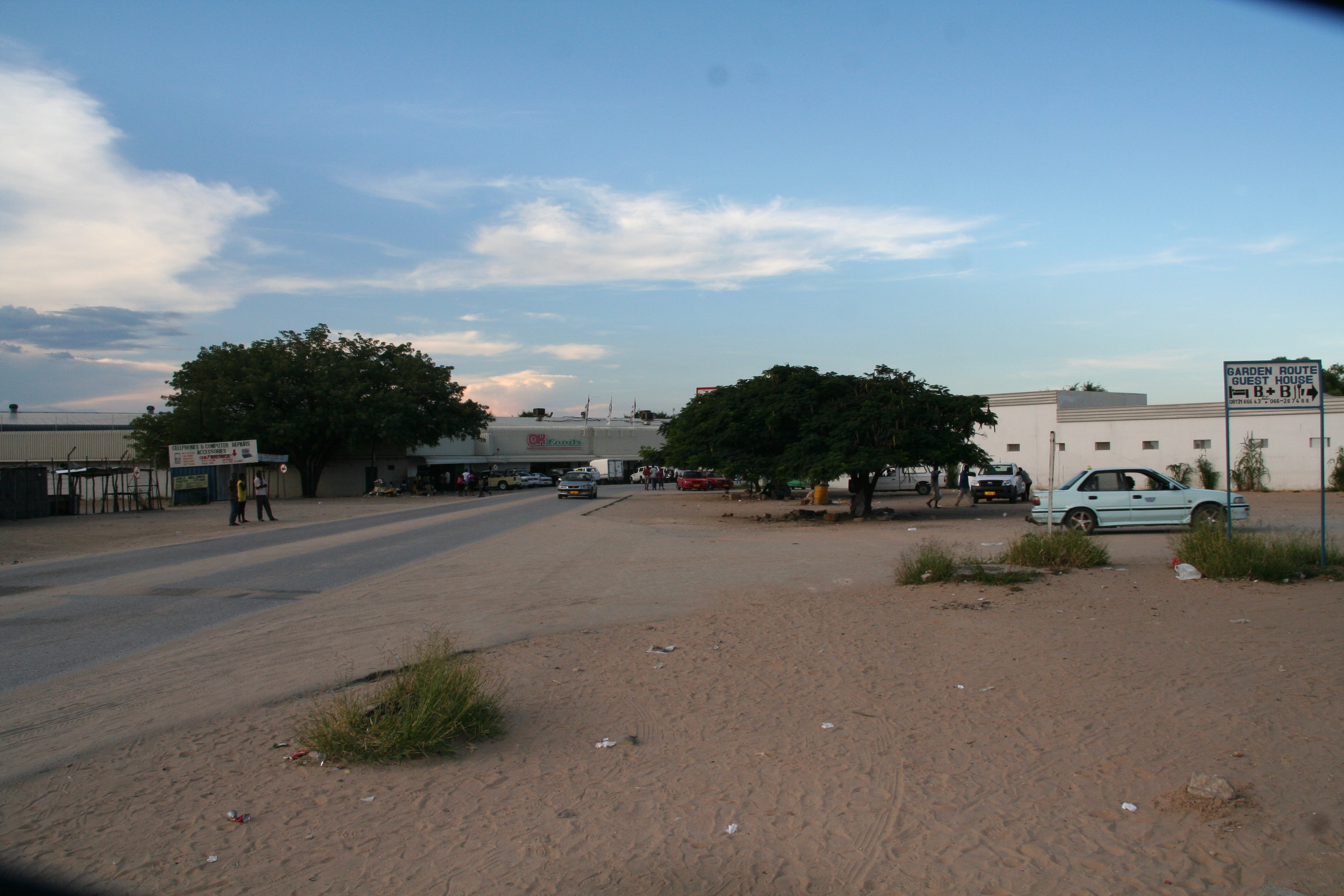
Eugene Kakukuru St, Blick nordwärts

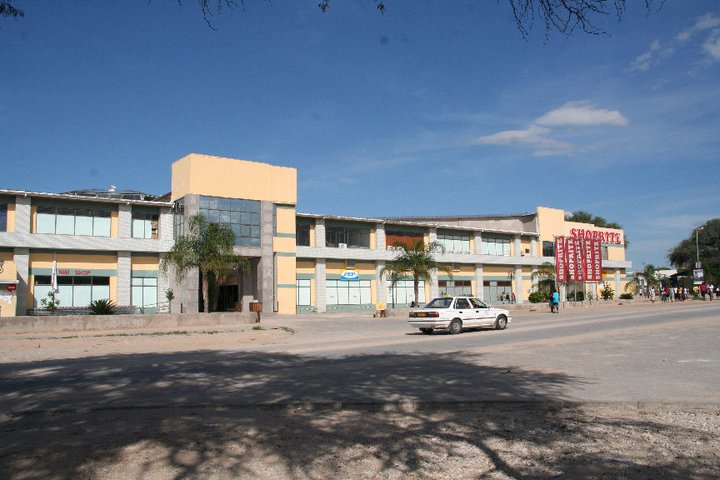
Einkaufszentrum in Rundu

Die Wirtschaft Rundus basierte lange Zeit auf den gewachsenen Wirtschaftsstrukturen der Bevölkerung und wird in jüngster Zeit zunehmend durch Handel und Tourismus ergänzt. Rund 50 % der Bevölkerung des Umlands ist in der Landwirtschaft und dem Fischfang tätig, was auch die Lebensgrundlage für den überwiegenden Teil der Kleinunternehmer in der Stadt bildet. Ein anderer, gewachsener Wirtschaftszweig ist das Kunsthandwerk der Kavango-Holzschnitzer, deren Produkte in ganz Namibia verkauft werden. Die Mbangura Woodcarvers Cooperative und die Rundu Open Markets seien hier als Referenz genannt.
Seit der Unabhängigkeit wurde das Schulwesen in Rundu ausgebaut, wodurch der Bildungssektor verhältnismäßig viele Arbeitsplätze stellt. Seit dem Ende des Bürgerkriegs in Angola (2002) sowie seit Fertigstellung des Trans-Caprivi-Highways (Nationalstraße B8) bis nach Sambia (2004) entwickelt sich Rundu zunehmend in ein internationales Handelszentrum der Walvis Bay Corridor Group (WBCG). Die gesamte Region wird mehr durch den Tourismus entdeckt und erschlossen. In Shambyu, rund dreißig Kilometer östlich von Rundu, befinden sich eine sehenswerte katholische Mission und das Kavango-Museum. Die Nationalstraße B10 führt in den Westen der Region.
Die Stadt verfügt über einen eigenen Flughafen. In Rundu befindet sich auch die Justizvollzugsanstalt Elizabeth Nepemba, eines von 14 Gefängnissen des Landes.

## Sport
Rundu hat drei Fußballvereine, die alle im Rundu-Stadion spielen: die United Stars und der Julinho Sporting FC, die beide zuletzt in der Saison 2001/02 bzw. 2002/03 in der NPL spielten (erstere qualifizierten sich erneut für die Saison 2009/10) und die Rundu Chiefs.

## Bildungseinrichtungen

### Schulen
Mit Stand Mai 2025 gibt es in Rundu 55 staatliche bzw. private Schulen.

### Weiterführende Bildungseinrichtungen
- Rundu College of Education
- Rundu Vocational Training Centre
- UNAM Regional Centre Rundu

## Städtepartnerschaften
- Nieuwegein, seit 1994[19]
- Windhoek, seit 6. März 2008[20]
- Tscheboksary, seit 7. August 2009[21]